# Régine Pernoud
Pour les articles homonymes, voir Pernoud.
Régine Pernoud, née le 17 juin 1909 à Château-Chinon (Ville) (Nièvre) et morte le 22 avril 1998 à Paris, est une archiviste et historienne médiéviste française. Ses recherches ont permis de modifier la vision de la condition féminine au Moyen Âge.

## Biographie

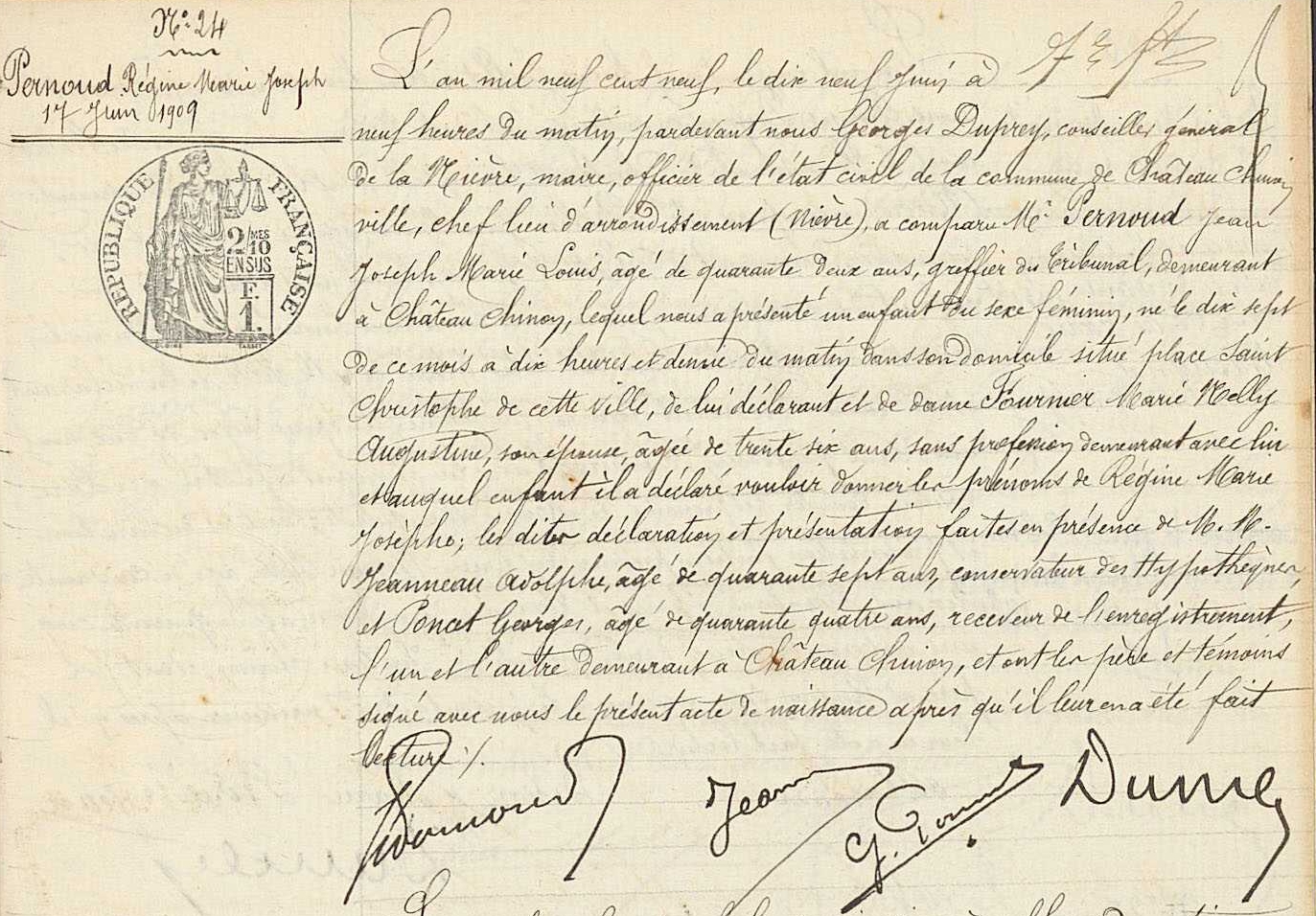
Acte de naissance.

Régine Pernoud est née le 17 juin 1909 à Château-Chinon,. Elle est la quatrième d'une famille relativement modeste de six enfants. Son père était arpenteur-géomètre. Cependant, ses grands-parents maternels, Augustin Édouard Fournier et Claudine Berger, sont issus de l’ancienne bourgeoisie iséroise (longues lignées marchandes et notariales).
Elle passe les 19 premières années de sa vie à Marseille,, rue Villa Paradis, dont elle reprit le nom comme titre de sa seule œuvre au ton biographique (1992), puis à Aix-en-Provence. Elevée dans un milieu catholique conservateur, elle fréquente l'école Notre-Dame de France.
Elle est la sœur de Georges Pernoud (rédacteur en chef de Paris Match) qui épouse l'auteur Laurence Pernoud. Elle est également la tante de Georges Pernoud, présentateur de Thalassa. Elle était également une amie d'Henri Matisse et de Georges Mathieu. Ce dernier apprécie, comme elle, l'art celtique.
Elle meurt à Paris le 29 avril 1998. Elle est inhumée au cimetière du Mesnil-Saint-Denis (Yvelines).

### Études supérieures et carrière
En 1929, Régine Pernoud obtient une licence lettres à l'université d'Aix-en-Provence, puis déménage à Paris où elle entre à l'École nationale des Chartes. Elle en sort en 1933 avec un diplôme d'archiviste paléographe. En 1935, elle soutient sa thèse de doctorat, en histoire médiévale en Sorbonne. Le thème de sa thèse, « Essai sur l’histoire du port de Marseille, des origines à la fin du XIIIe siècle » sera repris dans une publication subséquente (1949). Pendant les douze années suivantes, elle exerce divers métiers — préceptrice, répétitrice, agent de classement dans des fonds d'archives — parallèlement à ses travaux d'historienne.
En effet, elle n’avait pas pu entrer dans l’enseignement supérieur, car avant la guerre de 1939-1945, il y avait très peu de postes disponibles et d’autre part, les femmes, à mérite égal, avaient à l'époque moins de chances d'être recrutées. Elle devait transformer ce handicap en chance, et atteindre un large public grâce à ses ouvrages de vulgarisation.
Elle publie son premier livre, Lumière du Moyen Âge, en 1946.
En 1947, elle est nommée conservatrice du musée des Beaux-Arts de Reims puis, en 1949, chargée du musée de l'Histoire de France aux Archives nationales.
La lecture des ouvrages de l'historienne inspire à Michel Debré, alors sénateur d'Indre-et-Loire, l'idée d'une fondation Jeanne-d'Arc. Le 24 octobre 1957, il adresse une première lettre dans ce sens à Régine Pernoud, qui lui répond avec enthousiasme. En 1965, Roger Secrétain, maire d'Orléans, donne un accord de principe, tandis qu'André Malraux, ministre d'État chargé des Affaires culturelles, devient président d'honneur du Centre d'études johanniques. À terme, le Centre Jeanne-d'Arc est inauguré à Orléans le 18 octobre 1974, avant d'être rattaché à la Maison Jeanne-d'Arc. Régine Pernoud dirige l'institution jusqu'en 1985,.
Le collège privé Collège Anna-Maria (en) de Paxton (Massachusetts) lui a décerné un doctorat Honoris Causa.

## Recherches et écrits
Les biographes de Régine Pernoud dressent un portrait assez convergent de l'œuvre de cette médiéviste,,. De leurs observations se dégagent trois traits importants : 1° archiviste-paléographe, Régine Pernoud appartient clairement à la classe des historiographes, qui tirent des sources la matière première de l'historien, des informations significatives sur l'enchaînement des causes et des effets à travers le temps. À propos de ce souci de rigueur, un de ses biographes retiendra que Régine Pernoud aimait à dire : « on cesse d'être historien lorsqu'on néglige ou que l'on tronque un document ». Ses publications sur Jeanne d'Arc, les croisades et Aliénor d'Aquitaine illustrent cet héritage méthodologique.
Régine Pernoud s'est illustrée — et principalement fait connaître — par son travail de vulgarisation. Dans plusieurs de ses livres, elle s'adresse explicitement à un public plus large, qu'elle veut intéresser au Moyen Âge et dont elle veut aussi corriger la culture médiévale déficiente. À propos de ses objectifs plus pédagogiques, elle écrit : « en tant qu'historienne, je me suis lancé un défi : transmettre dans un langage simple ce que j'avais découvert par des recherches difficiles ».
Mais c'est surtout par son caractère polémique que l'œuvre de Régine Pernoud va se démarquer ; ne voulant pas simplement rétablir les faits, elle a conscience de transmettre une information sur le Moyen Âge qui va à contre-sens des idées reçues :

« Régine Pernoud défend le Moyen Âge contre les préjugés et les clichés qui le dévalorisent. Son œuvre immense éclaire d'un jour favorable de nombreux aspects de la société et de la culture médiévales. »

Selon Philippe Contamine, la vision qui se dégage de Jeanne d'Arc dans les textes de Régine Pernoud demeure celle d'une personne « qui eut le malheur d'être entourée par des cyniques et des rusés, des médiocres et des pleutres. » De la sorte, « il ne faut pas […] demander [à Pernoud] d'entrer dans la psychologie de Pierre Cauchon ni de Charles VII, ou encore de rendre compte de la complexité du jeu politique. Les recherches de pure érudition n'étaient pas non plus son fait, même si elle se tenait parfaitement au courant. Pour Régine Pernoud, Jeanne d'Arc n'était pas seulement une héroïne française mais une sainte […]. » Sa tendance à s’approprier l’héroïne éloignera longtemps les historiens de ce thème de recherche, jusqu’à ce que Colette Beaune, rompe cette tradition en publiant, en 2004, une « Jeanne d’Arc » qui renouvelle profondément la question[En quoi ?].
François Neveux en arrive aux mêmes conclusions :

« Régine Pernoud présente une vision traditionnelle de Jeanne, dans l'optique catholique. Elle accepte, sans guère de restrictions, les témoignages de la réhabilitation. Si elle concède que le second procès est politique, c'est du bout des lèvres, « pour autant que ce terme signifie : lié à des circonstances politiques précises », ce qui revient à priver l’expression de son sens. Cette phrase est extraite d’un livre polémique de Régine Pernoud : Jeanne devant les Cauchons (1970). L’auteur s'y attaque, avec une plume caustique, à tous ceux qui, selon elle, ont déformé l’histoire véritable de Jeanne. Le premier d’entre eux est Pierre Cauchon lui-même. Sont ensuite attaqués un certain nombre d’auteurs contemporains, historiens de métier ou de circonstance. Il faut bien reconnaître que cette attitude, de la part d’une femme désormais célèbre, a quelque peu stérilisé la recherche universitaire dans ce domaine. Gare à ceux qui osaient proférer une opinion divergente ! Tout n'est cependant pas négatif. On doit remercier Régine Pernoud du rôle qu’elle a joué dans la création du Centre Jeanne-d'Arc d'Orléans, dont la direction a été confiée à d'éminents universitaires : Philippe Contamine, puis Françoise Michaud-Fréjaville. »

Philippe Contamine lui rend hommage dans sa nécrologie, la qualifiant d'historienne « féconde et convaincue, douée d'une forte personnalité » observant qu'elle avait suscité, par ses conférences et ses écrits, des « vocations de médiévistes », sans minimiser le fait qu'« elle n'était pas facile à manier, mais avait incontestablement à la fois du talent et de l’énergie. »
Outre ses recherches et publications sur de grandes figures féminines du Moyen Âge, Régine Pernoud a étudié la condition féminine elle-même, et mis en lumière le rôle du christianisme dans l'émancipation des femmes, ainsi que la progression notable de l'influence des femmes dans tous les aspects de la vie politique et sociale. Seule historienne à faire des conférences sur les femmes à Notre-Dame, elle défend la thèse que ce sont les bourgeois de la Renaissance et de l'époque classique qui ont condamné la femme à rester à la maison et que celle-ci était beaucoup plus libre au Moyen Âge : cette évolution date selon elle du Concile de Trente,,.

## Principales publications
- Essai sur l'histoire du port de Marseille des origines à la fin du XIIIe siècle, thèse pour le doctorat présentée à la Faculté des lettres de l'université de Paris, 1935.
- L'Unité française, Paris, PUF, 1944.
- Lumière du Moyen Âge. Paris, Grasset, 1946. Rééd., Paris, Grasset-Fasquelle, 1981. Livre de poche, 1983.
- Les Villes marchandes aux XIVe et XVe siècles, impérialisme et capitalisme au Moyen Âge, Paris, La Table ronde, 1948.
- Les Statuts municipaux de Marseille. Édition critique du texte latin du XIIIe siècle. Collection des Mémoires et documents historiques publiés sous les auspices de S.A.S le prince de Monaco, Paris-Monaco, 1949, 289 p.
- Vie et mort de Jeanne d’Arc, Paris, Hachette, 1953, 300 p. ; éd. de poche, Paris, Livre de poche, 1955 ; rééd. Marabout, 1982.  — Les témoignages du Procès de réhabilitation 1450-1456.
- Les grandes époques de l'art en Occident, Paris, Le Chêne, 1954.
- Histoire du peuple français, T. I, « Des origines au Moyen Âge », Nouvelle Librairie de France, 1951.  — Les autres tomes : II. De Jeanne d'Arc à Louis XIV ; III. De la régence à 1848 ; IV. De 1848 à nos jours sont de trois autres auteurs.
- Les Gaulois, Paris, Le Seuil, coll. « Microcosme, Le Temps qui court », 1957 ; rééd. album, Paris, Le Seuil, 1979.
- Les Croisés, Paris, Hachette, 1959, 318 p. ; rééd. Les Hommes de la croisade, Paris, Tallandier, 1979 ; puis Paris, Fayard-Tallandier, 1982.
- Un Chef d'État, Saint Louis de France, Gabalda et Cie, 1960.
- Histoire de la bourgeoisie en France, T. I, « Des origines aux temps modernes ». T. II, « Les temps modernes », Paris, Le Seuil, 1960-1962 ; 472-688 p. ; rééd. 1976-1977. Éd de poche, Paris, Le Seuil, 1981, coll. « Points-Histoire ».
- Les Croisades. Paris, Julliard, coll. « Il y a toujours un reporter », dirigée par Georges Pernoud, 1960, 322 p.
- Croyants et incroyants d'aujourd'hui, Paris, Le Cerf, 1962.
- Jeanne d’Arc par elle-même et par ses témoins, Paris, Le Seuil, 1962, 334 p. ; rééd. Livre de Vie, 1975.
- Notre-Dame de Paris, Paris, La Documentation française, 1963.
- L'Histoire des rois mages : selon l'Évangile de saint Matthieu, Trianon, 1964.
- Aliénor d’Aquitaine, Paris, Albin Michel, 1965, 295 p.[16] ; éd. de poche, Paris, Livre de poche, 1983.
- La Formation de la France, Paris, PUF, 1966.
- Héloïse et Abélard, Paris, Albin Michel, 1970, 304 p. ; éd. de poche, Paris, Livre de poche, 1980.
- 8 mai 1429. La libération d’Orléans, Paris, Gallimard, coll. « Trente journées qui ont fait la France », 1969, 340 p.
- L'histoire racontée à mes neveux, illustré par René Follet, Paris, Stock, 1969.
- Jeanne devant les Cauchons, Paris, Le Seuil, 1970, 128 p.
- Beauté du Moyen Âge, Paris, Gautier-Languereau, 1971.
- La Reine Blanche, Paris, Albin Michel, 1972, 368 p. ; éd. de poche, Paris, Livre de poche, 1984.
- Les Templiers, Paris, PUF, 1974 ; rééd. 1977. Éd. de poche, Paris, PUF, coll. « Que sais-je ? », 1957.
- Pour en finir avec le Moyen Âge, Paris, Le Seuil, 1977, 162 p. ; rééd. poche, Paris, Le Seuil, coll. « Points-Histoire », 1979.
- Les Hommes de la Croisade, Paris, Tallandier, 1977.
- La Femme au temps des cathédrales, Paris, Stock, 1980.
- Sources de l'art roman, avec Madeleine Pernoud, Berg international, 1980, 220 p.
- Lumière du Moyen Âge, Paris, Grasset, 1981.
- Jeanne d'Arc (avec Madeleine Pernoud), Paris, Le Seuil, 1981.
- Christine de Pisan, Paris, Calmann-Lévy, 1982.
- Le Tour de France médiéval : l'histoire buissonnière, avec Georges Pernoud, Paris, Stock, 1983, 452 p.
- La Plume et le parchemin, Paris, Denoël, 1983.
- Le Moyen Âge raconté à mes neveux, 1983, 216 p.
- La Femme au temps des croisades, Paris, Stock, 1983, 306 p. ; rééd., éd. de poche, Paris, Le Livre de poche, 1990.
- Jeanne et Thérèse, Paris, Le Seuil, 1984.
- Les Saints au Moyen Âge : la sainteté d'hier est-elle pour aujourd'hui ?, Paris, Plon, 1984.
- Saint Louis et le crépuscule de la féodalité, Paris, A. Michel, coll. « L'Homme et l'Événement », 1985.
- Le Moyen Âge pour quoi faire ?, avec Raymond Delatouche et Jean Gimpel, Paris, Stock, 1986.
- Jeanne d'Arc, avec Marie-Véronique Clin, Paris, Fayard, 1986.
- Isambour : la reine captive, Paris, Stock, 1987.
- Richard Cœur de Lion, Paris, Fayard, 1988 ; réédition, Paris, Le Grand Livre du Mois, 1995.
- Jeanne d'Arc et la guerre de Cent ans, Paris, Denoël, 1990.
- La Vierge et les saints au Moyen Âge, Paris, C. de Bartillat, coll. « Esprits », 1991.
- La Spiritualité de Jeanne d'Arc, Mame, 1992.
- Villa Paradis : souvenirs, Paris, Stock, 1992, 331 p. (ISBN 2-234-02480-3).
- Hildegarde de Bingen : conscience inspirée du XIIe siècle, Paris, Le Grand livre du mois, 1994.
- J'ai nom Jeanne la Pucelle, Paris, Gallimard, coll. « Découvertes Gallimard / Histoire » (no 198), 1994.
- Réhabilitation de Jeanne d'Arc, reconquête de la France, Paris, Rocher-J.-P. Bertrand, 1995.
- Les Templiers, chevaliers du Christ, Paris, Gallimard, coll. « Découvertes Gallimard / Histoire » (no 260), 1995.
- Celui par qui la Gaule devint chrétienne, Paris, Gallimard jeunesse, 1996.
- Jardins de monastères, Arles, Actes Sud, 1996.
- Martin de Tours, Paris, Bayard-Centurion, 1996.
- Saint Jérôme : père de la Bible, avec Madeleine Pernoud, Paris, Le Rocher, 1996.
- Jeanne d'Arc, Napoléon : le paradoxe du biographe, Paris, Le Rocher, 1997.
- Histoire et lumière, Paris, Le Cerf, 1998.
- Visages de femmes au Moyen Âge, Zodiaque, 1998.

## Distinctions

### Décorations
- Officier de la Légion d'honneur[4]
- Officier de l'ordre national du mérite[4]
- Elle a par ailleurs refusé d'être nommée commandeur des Arts et des Lettres, "suite à des démêlées avec la BNF"[4].

### Récompenses
- 1943 : prix Louis-Paul-Miller de l’Académie française pour l'ouvrage L’Amérique du Sud au XVIIIe siècle.
- 1946 : prix Fémina-Vacaresco pour l'ouvrage Lumière du Moyen Age.
- 1963 : prix Broquette-Gonin (littérature) de l’Académie française pour l'ensemble de son œuvre.
- 1977 : prix Marie-Eugène Simon-Henri-Martin de l’Académie française pour l'ouvrage Pour en finir avec le Moyen Âge.
- 1978 : grand prix de la Ville de Paris.
- 1981 : prix d’Académie de l’Académie française pour l'ensemble de son œuvre historique[4].
- 1997 : Grand Prix Gobert de l’Académie française pour l'ensemble de son œuvre.

### Émissions de télévision
- Le Lys, émission télévisée de Paule de Beaumont, réalisation de Jean-Paul Roux, 1973.